# Lijst van Finse Eurocommissarissen
De lijst van Finse Eurocommissarissen geeft een overzicht van de afgevaardigde commissieleden van de lidstaat Finland. Finland trad op 1 januari 1995 toe tot de Europese Unie en heeft sindsdien een commissaris bij de Europese Commissie.

## Eurocommissarissen
| Naam | Naam                             | Naam                    | Aantreden       | Aftreden         | Commissie(s)               |
| ---- | -------------------------------- | ----------------------- | --------------- | ---------------- | -------------------------- |
|      | Eurocommissaris Erkki Liikanen   | Erkki Liikanen (1950)   | 25 januari 1995 | 11 juli 2004     | Santer Prodi               |
|      | Eurocommissaris Olli Rehn        | Olli Rehn (1962)        | 11 juli 2004    | 1 juli 2014      | Prodi Barroso I Barroso II |
|      | Eurocommissaris Jyrki Katainen   | Jyrki Katainen (1971)   | 1 juli 2014     | 30 november 2019 | Barroso II Juncker         |
|      | Eurocommissaris Jutta Urpilainen | Jutta Urpilainen (1975) | 1 december 2019 |                  | Von der Leyen              |